# 船政學堂

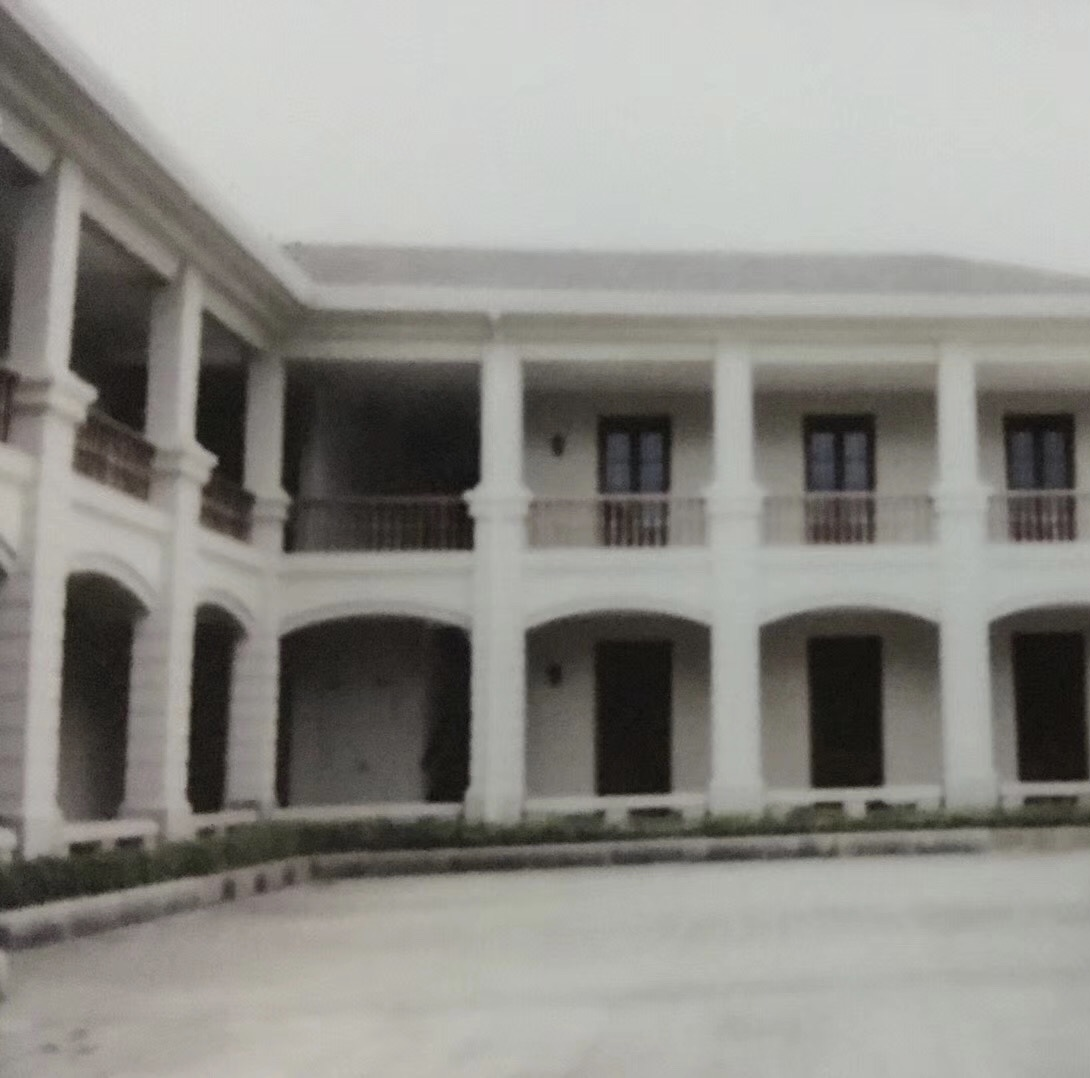
船政学堂原址现今照片

船政學堂，又稱福建船政學堂、福州船政學堂或馬尾水師學堂，源自1866年（清同治五年）清朝船政大臣沈葆禎於福建福州馬尾港所設的海軍學院。船政學堂最初稱“求是堂藝局”，是專門為福建船政培訓人材而設。學堂成立之初即聘用外國教習教授造船、航海等專業知識，畢業生中優異者更會被派往西歐各國深造。船政學堂被稱為中國海軍搖籃，除了是近代中國首家海軍及航海學院外，它亦是首家現代軍事學院，和首家現代專業院校。船政學堂的畢業生不少成為北洋海軍的高級將領外，部份亦成為中國近代的著名知識份子。船政學堂壹支為前學堂習造船、後學堂習航海；另壹支為繪事院、藝圃。前學堂、後學堂演变为海軍制造學校、海軍學校、海軍飛潛學校，1949年遷臺，現為中華民國海軍軍官學校；藝圃後改稱海軍藝術學校，以後又改名“福建省立高級航空機械商船職業學校”，延續至1949年後，1952年8月，因院系調整高航停辦，原有航海專業學生轉至“福建航海專科學校”（現大連海事大學）；造船專業學生轉至“上海船舶工業學校”（現江蘇科技大學）。

## 歷史
自1842年(清道光二十二年)鴉片戰爭起，中國在科技上落後於西方的現實逐漸明顯。必須學習西方技術以達“師夷之長技以制夷”的想法亦漸為朝野所認同。以學習西方技術的洋務運動於同治初年（1860年代初期）開始興起。1866年，時任閩浙總督的左宗棠，奏准於福建福州成立船政局，製造船艦及相關等軍械。同年左宗棠調往陝甘總督，船政大臣由沈葆禎繼任。福建船政選擇在馬尾為基地，興建船塢及相關海軍設施，從歐洲聘請工匠及教習教授造船。在建造造船基地的同時，沈葆禎亦非常著重培養船政及海軍人材。故此在1866年同時成立“求是堂藝局”，招募年青人教育成造船或航海人材。首次考試由沈葆禎親自在1866年12月23日主持，考生多為清貧子弟，獲首名取錄之考生為嚴復。首屆60多名學生於1867年(清同治六年)2月於福州城內定光寺開始上課。

## 教授內容
1867年夏“求是堂藝局”搬至馬尾，1872年左宗棠的奏摺仍稱為“求是堂藝局”，分成法國與英國兩個學堂，向法國學習製造，向英國學習航海技術，形成「一局兩學堂」。後來因為「製造學堂」位於船政衙門之前，「駕駛學堂」位於衙門之後，所以又稱“前學堂”及“後學堂”。前學堂教授造船、輪機及設計，後學堂教授航海及駕駛。學堂由外國聘用之導師教授，使用外語授課及用原文書本。造船方面學習法國，故此前學堂由法國導師教授，科目包括法文、幾何、數學、微積分、物理、機械等。航海則學習英國，故學堂由英國導師教授，科目包括英文、數學、幾何、天文、地理、航海理論等。而射擊、兵操、中文經史則為必修。由于学堂主办者以及管理人员并不懂得海军运作，也不知道怎样培养海军素质，聘请外教能力有限，该校并无足够的海军课程。
学堂學制為期5年，畢業後，前學堂學生派往船廠實習監工，後學堂學生則要上訓練艦實習駕駛。成績最優異者之後再被送往歐洲學習，造船學生派往法德各大船廠，駕駛學生派往英國皇家海校深造後再入英國海軍任見習官。
中法戰爭後南洋艦隊損傷大半，正好北洋艦隊需要人才，李鴻章便把南洋艦隊的人力北調。而南洋艦隊的人員又都是從「馬尾」畢業的，在這種情況下，北洋艦隊清一色都是從「馬尾」訓練出來的人物。若說甲午戰爭是李鴻章「以一人敵一國」，則黃海海戰便是「馬尾」「以一校、一級敵一國」了。

## 發展及影響
船政學堂自1866年一路開辦至1907年(清光緒三十三年)福建船政停辦為止，畢業生共628名。辛亥革命後，船政前學堂於1913年改為海軍製造學校，後學堂改為海軍學校，隶属于海军部。1926年，海军制造学校与海军飞潜学校（1920年设立）同时并入马尾海校。
船政學堂初年要求嚴格，教授內容學、術並重，在當時的中國是最為現代化、最為西化的學校。其後各地先後成立的海軍院校，俱以船政學堂為模式。清政府在1888年創設北洋海軍，所用之人材幾乎全部來自船政學堂。除了提督丁汝昌並非海軍出身，北洋海軍各艦管帶、幫帶，自總兵以下都是來自船政學堂。當中尤以船政學堂第一屆尤為人材輩出，以至史學家唐德刚稱中日黃海海戰為“以一校一級戰一國”。就算到了民國成立後的中國海軍，仍然存在的福建派別，亦是出於船政。
法国参将日意格认为此校的学生智力高，有热情，十分优秀。并在短短的几年时间内学会了法语、英语、几何、天文、数学和船舶等大量知识，大大超乎预期。
英国海军军官寿尔评论此校学生：

“他们是虚弱孱小的角色，一点精神或雄心也没有，在某种程度上有些巾帼气味。……下完课，他们只是各处走走发呆，或是做他们的功课，从来不运动，而且不懂得娱乐。大体来说，在佛龛里被供着，要比在海上警戒，更适合他们。”

他发现学生们“不喜欢体力劳动，因为怕弄脏手指”，连常规海军军校需要的爬桅杆训练也不愿意做。

## 歷届畢業生
马尾船政前后两学堂历届毕业生，共毕业学生659名。

### 毕业学生
前學堂
| 應屆               | 人數 | 年                        | 名單 |
| ------------------ | ---- | ------------------------- | --- |
| 第一届             | 39   | 1866－1874年              | 魏瀚 陈兆翱 郑清濂 林怡游 李寿田 吴德章 杨廉臣 陈林璋 罗臻禄 池贞铨 林庆升 梁炳年 张金生 林日章 陈季同 郑诚 汪乔年 游学诗 林钟玑 陈平国 苏汝灼 陈成 陈日璋 杨风贻 顾成德 林祖新 魏才（尚缺12人名单，本届毕业生有10名从绘事院转入）             |
| 第二届             | 20   | 1869年4月入学，1878年毕业 | 王庆端 李芳荣 魏暹 陈才鍴 王福昌 王迴澜 陈伯璋 黄庭 林鸣埙 黄成观 胡维鐈 李联奎 曾宗瀛 林介圭 陈功奎 古之诚 陈继成 王新 林桂昌 叶锡三（陈才鍴和古之诚，系福州船政局造船科绘事院转入）                                                          |
| 第三届             | 19   | 1876－1883年              | 王寿昌 陈庆平 高而谦 游学楷 陈长龄 林藩 李大受 郑守箴 林振峰 卢守孟 叶芗寅 王维桢 李寿萱 王韶聪 杨济成 林志荣 许寿仁 柯鸿年 葛绍绥 |
| 第四届             | 31   | 1883－1892年              | 施恩孚 林福贞 黄德椿 卢学孟 曾仰东 李译诗 李寿川 石琛 陈振家 胡有文 林钟钦 刘冠同 许赞周 陈锡周 陈海瑞 吴德潜 丁平澜 郑守钦 魏子京 王庆安 陈兆翥 孙庆芳 高庄凯 陈宝暄 董廷瑞 薛启昌 陈心楷 林蠡 蒋树藩 林蓬春 林芬荣                           |
| 第五届             | 19   | 1885－1892年              | 许尚坚 高开成 林兆炳 陈炳年 董朝钰 高讲 方兆鼎 郑以撰 周文郁 张发义 姚绍鏐 杨承襄 周锡昌 乐耀贤 姚济川 陈常棣 黄步沄 卢则贤 陈伯成 |
| 第六届             | 30   | 1897－1905年冬毕业        | 李世中 李孟实 李向瀗 沈靓扆 沈靓宸 萧宽 郑镕宽 郑秉谦 王思斌 陈锡龄 陈挺元 曾广昌 杨葆谦 陈贞海 王鸿金 张沁 陈为干 杨茂贞 黄曾溶 张大榕 王宜汉 苏方杰 廖宗和 贾勷 林绍亨 马翊昌 陈崧英 王以汉 韩孟杰 谢振金                                    |
| 第七届             | 8    | 1902－1907年冬毕业        | 周葆燊 郑颖孚 陈德湜 林福臻 苏宝崇 王愫昌 杨俶谦 陈大龄 |
| 第八届             | 35   | 民国10年夏毕业            | 郭仲铮 廖能容 方尚德 张功 魏子琅 张宝骐 叶燕貽 陈立庠 郑义莹 林家钺 林铿然 丁振棨 何健 阮兆鳌 吴仲森 吴奋图 陈兆良 杨齐洛 陈世杰 汪继泗 郑寿彭 姚英华 金廷槐 黄勋 汪培元 陈自奇 柯文琪 张士森 蒋弼庄 严文福 李毓英 王怀纲 张宗渠 何尔燧 陈声芸 |
| 以上共8届计201名。 |      |                           | |

后学堂驾驶班
| 應屆                | 人數 | 年                                           | 名單 |
| ------------------- | ---- | -------------------------------------------- | --- |
| 第一届              | 33   | 1866－1871年堂课毕业，1873年9月舰课毕业      | 罗丰禄 何心川 蒋超英 刘步蟾 叶伯鋆 方伯谦 林同书 郑文成 林泰曾 李达璋 严复 沈有恒 邱宝仁 陈毓淞 林永升 叶祖珪 陈锦荣 黄煊 许寿山 林承谟 柴卓群 郑溥泉 黄建勋 张成 林国祥 叶富 吕瀚 黎家本 邓世昌 李田 李和 梁梓芳 卓关略 （后十名系粤籍编为外学堂学生堂课毕业时间较晚，1873年才实习舰课） |
| 第二届              | 13   | 1869－1874年，1875年开始实习舰课             | 萨镇冰 叶琛 邓聪保 林颖启 吴梦良 陈锡三 江懋三 郑文郁 陈文庆 唐宸科 林国裕 卢华大 卢鸿杰 |
| 第三届              | 8    | 1871－1875年，1875年开始实习舰课             | 林履中 许济川 林森林 戴伯康 陈英 蓝建枢 韦振声 史建中 |
| 第四届              | 27   | 1876－1880年，1880年先选8人上舰实习          | 许兆箕 杨则哲 黄裳治（原名裳吉） 陈伯涵（原名燕年） 林占熊 唐祐 邝聪 丁兆中 林文彬 刘冠雄 李鼎新 陈兆艺 黄伦苏 曹廉正（原名廉箴） 关景 丁沁波 陈善元 罗熙禄 何品璋（原名尔立） 王珍（原名培成） 谢子勋 陈荣（字兆麟） 梁祖勋 谢润德 何金胜 吴松森 陈寿彭                                  |
| 第五届              | 9    | 1876－1881年                                 | 林帮光 程璧光（原名碧光） 梁鸿春 陈恩焘 王漣 张珍 石文铭 陈宗器 丁澄澜 |
| 第六届              | 10   | 1877－1883年                                 | 翁祖年 刘 容 黄鸣球 叶大俊 郑文超 翁守瑜 张哲溁 刘联芳 沈叔龄 陈应谦 |
| 第七届              | 11   | 1878－1883年                                 | 温桂汉 陈兆兰 罗忠尧 李国圻 陈常绥 叶琅 陈大懿 翁守恭（守正） 陈福烘 邱志范 罗忠溶 |
| 第八届              | 16   | 1881年入学，1883年毕业，系同文馆留美回华学生 | 陈钜庸 詹天佑 吴应科 欧阳庚 苏锐钊 陆永泉 杨兆楠 邓咏钟 徐振鹏 容尚谦 黄季良 薛有福 邓士聪 吴其藻 宋文翙 邓桂廷 （其中陆永泉、邓桂廷提前离校） |
| 第九届              | 13   | 1882－1887年                                 | 贾凝禧 罗忠铭 周献琛 朱声冈 高承锡 郑文英 林葆怿 许赞虞 曾瑞琪 林韵珂 林敬熥 张秉奎 陈怀羔 |
| 第十届              | 7    | 1883－1886年                                 | 林文光 沈正增 罗之彦（字仲清） 游艺 林鉴殷 林敬章 关庆祥 |
| 第十一届            | 11   | 1885－1890年                                 | 陈镜澜 黄以云 林靖澜 黃鍾瑛（字建勋） 林秉成 周敬熔 孙筠 张海鳌 周兆瑞 卓大宾 蔡馨书 |
| 第十二届            | 13   | 1885－1890年                                 | 吴光宗 陈傑年 魏祖培 王宗香 许继祥 江宝容 陈家濂 任帮鼎 曾庆沂 陈兆用 陈心蔚 陈文彬 陈大昭 |
| 第十三届            | 9    | 1887－1892年                                 | 陈尚衍 黄 燮 林炳枢 陈旋枢 游福海 周思贤 林乔椿 郑孝增 郑大濂 |
| 第十四届            | 12   | 1887－1892年                                 | 沈希南 黄树声 李景曦（字钟英） 陈家鋆 林颂庄 林振莹 张景南 余叔典 蓝希雍 叶心存 黄郁章 叶琦 |
| 第十五届            | 6    | 1900－1905年                                 | 陈玉璋 王麒 刘鸣岐 张哲培 林熔 肄业：许崇智 |
| 第十六届            | 14   | 1900－1905年冬毕业                           | 高幼钦 赖汝寿 常书诚 魏子荣 梁同怿 欧阳驹 许建廷 张增存 贾勤 陈训泳 王葆谦 李国堂 林鸿滋 肄业：高鲁 |
| 第十七届            | 7    | 1901－1906年冬毕业                           | 李孟斌 李景灃 魏子浩 萨夷 林蟾 贾理 陈尔燊 |
| 第十八届            | 16   | 1902－1907年夏毕业                           | 林秉衡 林镜寰 林元铨 杨隽声 姚启飞 周国钧 刘熙德 陈毓澄 张哲训 苏学经 蔡传泰 廖德星 林传铭 张嘉麟 胡有年 黄年生 |
| 第十九届            | 10   | 1903－1909年1月毕业                          | 汪肇元 陈祖祺 陈孔耀 林舜藩 孙维城 沈燮 叶心传 叶宝琦 张同渠 （漏列一名） |
| 以上共19届计245名。 |      |                                              | |

后学堂管轮班
| 應屆                | 人數 | 年                       | 名單 |
| ------------------- | ---- | ------------------------ | --- |
| 第一届              | 22   | 1868－1874年             | 何朝先 陆麟清 郭成志 卓关邦 梁逸卿 李阿富 黎阿本 陈景康 黎晋骆 李亚文 林鹤龄 杨进宝 彭就胜 张永清 冯瑞金 周荣贵 陆三兴 杨光 余贞顺 洪得意 胡金元 郑官合                                                                       |
| 第二届              | 32   | 1876－1882年             | 庞铭世 伍兆佳 刘荫霖 林泉 区贤灿 戴庆涛 罗荫皆 陈兆锵 陈如璧 郭文进 庞廷桢 曾光时 潘锡基 刘昭亮 郭乃安 陈治安 李福龄 梁祖全 郑守恒 黎弼良 马应波 刘冠南 王齐辰 刘义宽 何林英 张玉明 卢鸿彬 叶大银 梁祖群 梁福藻 黄显章 陈锦起 |
| 第三届              | 8    | 1878－1883年             | 王桐 张茂福 黄履川 胡尔楷 刘善述 陈鹤潭 陈如衡 郑文恒 |
| 第四届              | 15   | 1883－1889年             | 王考鸣 吴保和 刘康 陈伯祥 周敬让 卢毓英 张斌元 任邦珍 陈翼宸 林亨豫 梁季恺 葛希颜 沈念祖 陈宝璋 林朝鼎 |
| 第五届              | 11   | 1885－1890年             | 潘琮璋 林傅善 郑华钟 曾光世 周文祺 梁志柱 洪光安 王兆陶 陈忠捷 陈开镰 王可华 |
| 第六届              | 8    | 1885－1891年             | 梁蓉 吴景泰 林以熔 江大荣 梁敬埏 陈铨 黄本周 陈芳卿 |
| 第七届              | 10   | 1890－1896年             | 潘兆清 刘贻远 唐德炘 陈承植 董朝镛 陈翊汾 黄天鳌 李伯壬 林云龙 陈大豫 |
| 第八届              | 6    | 1899－1904年冬毕业       | 常朝干 郑玑 高近宸 魏怀 沈秉楷 陈忠鎡 |
| 第九届              | 5    | 1901－1906年冬毕业       | 周光祖 林锡康 梁敬搓 叶宜彬 陈声扬 |
| 第十届              | 6    | 1902－1907年7月毕业      | 韩玉衡 杨逾 李孟衍 叶天庚 郑友益 陈培松 |
| 第十一届            | 6    | 1906－1911年12月毕业     | 吴明观 张嘉燨 王道斌 叶心衡 苏学雍 陈诗涛 |
| 第十二届            | 31   | 民国9年（1920年）6月毕业 | 邱景垣 邱思聪 苏镜潮 萨本炘 林学濂 陈奇谋 周澜波 林惠平 张岑 黄以燕 郑鼎铭 陈兆俊 马德建 吕文周 李孔荣 冯廷杰 魏子元 周烜 姚法华 余堃 方伦 王振中 贾劼 凌棨 钟衍 蔡学琴 卢行健 郑翔鸾 阮宣华 梁 煊 陈飞雄                     |
| 第十三届            | 24   | 民国10年（1921年）冬毕业 | 谢仲冰 唐擎霄 许孝焜 蒋松庄 黄贻庆 陈尔恭 林一梅 陈 瑜 唐兆淮 沈靓安 康志 黄子坚 周谨崧 黄立莹 张用远 许桐蕃 傅春滨 林家晋 陈承志 方明淦 杨际舜 沈靓笏 曾纪 欧阳崑                                                            |
| 第十四届            | 29   | 民国13年（1924年）冬毕业 | 江守贤 何家澍 蒋铣 陈鼎 刘潜 孟孝钰 程璟 曾贻谋 吴锷 王贤鉴 鲍鸿逵 林缉诚 林仲逵 林鏕民 杨健 陈耀屏 傅宗祺 林克立 唐岱荥 方新承 林善骝 郑英俊 梁永翔 张永绥 薛大丞 高宪参 郑友宽 林凯 林谷士                                  |
| 以上共14届计213名。 |      |                          | |

### 著名校友
- 嚴復
- 魏瀚
- 詹天佑
- 劉步蟾
- 鄧世昌
- 林永昇
- 林泰曾
- 叶祖珪
- 薩鎮冰：中華民國海軍部海軍總長（第4、6任）
- 程璧光：中華民國海軍部海軍總長（第3任）
- 羅豐祿
- 黃鍾瑛：中華民國海軍部海軍總長（第1任）
- 劉冠雄：中華民國海軍部海軍總長（第2、5任）
- 李鼎新：中華民國海軍部海軍總長（第7任）